# Superprestige 2011-2012
Navigation
2010-2011 2012-2013
Le Superprestige 2011-2012 est la 30e édition du Superprestige, compétition qui se déroule entre le 9 octobre 2011 et le 11 février 2012 et composée de huit manches pour les élites hommes, élites femmes, espoirs et juniors ayant lieu en Belgique et aux Pays-Bas. Toutes les épreuves font partie du calendrier de la saison de cyclo-cross masculine et féminine 2011-2012. Les classements sont remportés par le Belge Sven Nys pour la onzième fois chez les élites, par les Néerlandais Lars van der Haar chez les espoirs et Mathieu van der Poel chez les juniors. C'est la première fois que les élites femmes participent au Superprestige sans avoir de classement officiel. Cependant, en prenant en compte le barème des autres catégories, la Britannique Nikki Harris l'aurait emporté.

## Barème
Les 15 premiers de chaque course marquent des points pour le classement général suivant le tableau suivant :
| Position           | 1er | 2e | 3e | 4e | 5e | 6e | 7e | 8e | 9e | 10e | 11e | 12e | 13e | 14e | 15e |
| Classement général | 15  | 14 | 13 | 12 | 11 | 10 | 9  | 8  | 7  | 6   | 5   | 4   | 3   | 2   | 1   |

## Hommes élites

### Résultats
| # | Date        | Lieu                                       | Vainqueur     | Deuxième      | Troisième        | Leader du classement général |
| - | ----------- | ------------------------------------------ | ------------- | ------------- | ---------------- | ---------------------------- |
| 1 | 9 octobre   | Ruddervoorde (Cyclo-cross de Ruddervoorde) | Niels Albert  | Bart Aernouts | Klaas Vantornout | Niels Albert                 |
| 2 | 30 octobre  | Zonhoven (Cyclo-cross de Zonhoven)         | Niels Albert  | Sven Nys      | Kevin Pauwels    | Niels Albert                 |
| 3 | 13 novembre | Hamme-Zogge (Bollekescross)                | Zdeněk Štybar | Kevin Pauwels | Sven Nys         | Niels Albert                 |
| 4 | 20 novembre | Gavere (Cyclo-cross d'Asper-Gavere)        | Kevin Pauwels | Tom Meeusen   | Zdeněk Štybar    | Zdeněk Štybar                |
| 5 | 27 novembre | Gieten (Cyclo-cross de Gieten)             | Sven Nys      | Kevin Pauwels | Rob Peeters      | Sven Nys                     |
| 6 | 23 décembre | Diegem (Cyclo-cross de Diegem)             | Niels Albert  | Kevin Pauwels | Sven Nys         | Sven Nys                     |
| 7 | 5 février   | Hoogstraten (Vlaamse Aardbeiencross)       | Tom Meeusen   | Kevin Pauwels | Sven Nys         | Sven Nys                     |
| 8 | 11 février  | Middelkerke (Noordzeecross)                | Zdeněk Štybar | Sven Nys      | Tom Meeusen      | Sven Nys                     |

### Classement général
| Pos | Coureur               | Points |
| --- | --------------------- | ------ |
| 1   | Sven Nys              | 105    |
| 2   | Kevin Pauwels         | 99     |
| 3   | Zdeněk Štybar         | 92     |
| 4   | Tom Meeusen           | 78     |
| 5   | Klaas Vantornout      | 74     |
| 6   | Bart Aernouts         | 73     |
| 7   | Niels Albert          | 64     |
| 8   | Radomír Šimůnek jr.   | 63     |
| 9   | Bart Wellens          | 50     |
| 10  | Dieter Vanthourenhout | 41     |

## Femmes élites

### Résultats
| # | Date        | Lieu                                       | Vainqueur            | Deuxième               | Troisième             | Leader du classement général |
| - | ----------- | ------------------------------------------ | -------------------- | ---------------------- | --------------------- | ---------------------------- |
| 1 | 9 octobre   | Ruddervoorde (Cyclo-cross de Ruddervoorde) | Helen Wyman          | Nikki Harris           | Lucie Chainel-Lefèvre | Helen Wyman                  |
| 2 | 30 octobre  | Zonhoven (Cyclo-cross de Zonhoven)         | Sanne van Paassen    | Nikki Harris           | Sabrina Stultiens     | Nikki Harris                 |
| 3 | 13 novembre | Hamme-Zogge (Bollekescross)                | Daphny van den Brand | Pauline Ferrand-Prévot | Sanne Cant            | Nikki Harris                 |
| 4 | 20 novembre | Gavere (Cyclo-cross d'Asper-Gavere)        | Sanne van Paassen    | Sophie de Boer         | Nikki Harris          | Nikki Harris                 |
| 5 | 27 novembre | Gieten (Cyclo-cross de Gieten)             | Marianne Vos         | Daphny van den Brand   | Helen Wyman           | Sanne Cant                   |
| 6 | 23 décembre | Diegem (Cyclo-cross de Diegem)             | Marianne Vos         | Lucie Chainel-Lefèvre  | Sanne Cant            | Sanne Cant                   |
| 7 | 5 février   | Hoogstraten (Vlaamse Aardbeiencross)       | Daphny van den Brand | Nikki Harris           | Pavla Havlíková       | Sanne Cant                   |
| 8 | 11 février  | Middelkerke (Noordzeecross)                | Daphny van den Brand | Nikki Harris           | Pavla Havlíková       | Nikki Harris                 |

### Classement général (non officiel)
| Pos | Coureur               | Points |
| --- | --------------------- | ------ |
| 1   | Nikki Harris          | 89     |
| 2   | Sanne Cant            | 79     |
| 3   | Pavla Havlíková       | 63     |
| 4   | Daphny van den Brand  | 59     |
| 5   | Sophie de Boer        | 58     |
| 6   | Sabrina Stultiens     | 56     |
| 7   | Amy Dombrowski        | 52     |
| 8   | Helen Wyman           | 49     |
| 9   | Joyce Vanderbeken     | 47     |
| 10  | Lucie Chainel-Lefèvre | 47     |

## Hommes espoirs

### Résultats
| # | Date        | Lieu                                       | Vainqueur         | Deuxième          | Troisième         | Leader du classement général |
| - | ----------- | ------------------------------------------ | ----------------- | ----------------- | ----------------- | ---------------------------- |
| 1 | 9 octobre   | Ruddervoorde (Cyclo-cross de Ruddervoorde) | Wietse Bosmans    | Tijmen Eising     | Lars van der Haar | Wietse Bosmans               |
| 2 | 30 octobre  | Zonhoven (Cyclo-cross de Zonhoven)         | Wietse Bosmans    | Lars van der Haar | Vinnie Braet      | Wietse Bosmans               |
| 3 | 13 novembre | Hamme-Zogge (Bollekescross)                | Mike Teunissen    | Lars van der Haar | Wietse Bosmans    | Wietse Bosmans               |
| 4 | 20 novembre | Gavere (Cyclo-cross d'Asper-Gavere)        | Lars van der Haar | Stan Godrie       | Arnaud Grand      | Lars van der Haar            |
| 5 | 27 novembre | Gieten (Cyclo-cross de Gieten)             | Lars van der Haar | Stan Godrie       | Mike Teunissen    | Lars van der Haar            |
| 6 | 23 décembre | Diegem (Cyclo-cross de Diegem)             | Lars van der Haar | Wietse Bosmans    | Mike Teunissen    | Lars van der Haar            |
| 7 | 5 février   | Hoogstraten (Vlaamse Aardbeiencross)       | Laurens Sweeck    | Tim Merlier       | Mike Teunissen    | Lars van der Haar            |
| 8 | 11 février  | Middelkerke (Noordzeecross)                | Stan Godrie       | Lars van der Haar | Arnaud Jouffroy   | Lars van der Haar            |

### Classement général
| Pos | Coureur           | Points |
| --- | ----------------- | ------ |
| 1   | Lars van der Haar | 100    |
| 2   | Wietse Bosmans    | 87     |
| 3   | Stan Godrie       | 79     |
| 4   | Mike Teunissen    | 70     |
| 5   | Gianni Vermeersch | 64     |
| 6   | Tim Merlier       | 59     |
| 7   | Vinnie Braet      | 56     |
| 8   | Arnaud Grand      | 43     |
| 9   | Arnaud Jouffroy   | 41     |
| 10  | Laurens Sweeck    | 39     |

## Hommes juniors

### Résultats
| # | Date        | Lieu                                       | Vainqueur            | Deuxième           | Troisième            | Leader du classement général         |
| - | ----------- | ------------------------------------------ | -------------------- | ------------------ | -------------------- | ------------------------------------ |
| 1 | 9 octobre   | Ruddervoorde (Cyclo-cross de Ruddervoorde) | Wout van Aert        | Quentin Jauregui   | Mathieu van der Poel | Wout van Aert                        |
| 2 | 30 octobre  | Zonhoven (Cyclo-cross de Zonhoven)         | Mathieu van der Poel | Daan Soete         | Wout van Aert        | Mathieu van der Poel / Wout van Aert |
| 3 | 13 novembre | Hamme-Zogge (Bollekescross)                | Mathieu van der Poel | Wout van Aert      | Yorben Van Tichelt   | Mathieu van der Poel                 |
| 4 | 20 novembre | Gavere (Cyclo-cross d'Asper-Gavere)        | Mathieu van der Poel | Silvio Herklotz    | Daan Soete           | Mathieu van der Poel                 |
| 5 | 27 novembre | Gieten (Cyclo-cross de Gieten)             | Mathieu van der Poel | Silvio Herklotz    | Koen Weijers         | Mathieu van der Poel                 |
| 6 | 23 décembre | Diegem (Cyclo-cross de Diegem)             | Mathieu van der Poel | Quentin Jauregui   | Wout van Aert        | Mathieu van der Poel                 |
| 7 | 5 février   | Hoogstraten (Vlaamse Aardbeiencross)       | Mathieu van der Poel | Wout van Aert      | Quentin Jauregui     | Mathieu van der Poel                 |
| 8 | 11 février  | Middelkerke (Noordzeecross)                | Mathieu van der Poel | Yorben Van Tichelt | Wout van Aert        | Mathieu van der Poel                 |

### Classement général
| Pos | Coureur               | Points |
| --- | --------------------- | ------ |
| 1   | Mathieu van der Poel  | 105    |
| 2   | Wout van Aert         | 94     |
| 3   | Daan Soete            | 77     |
| 4   | Pjotr van Beek        | 66     |
| 5   | Matthias Van de Velde | 65     |
| 6   | Yorben Van Tichelt    | 57     |
| 7   | Koen Wijers           | 56     |
| 8   | Quentin Jauregui      | 52     |
| 9   | Daan Hoeyberghs       | 45     |
| 10  | Tim Ariesen           | 41     |